# إدغاردو عبد الله
إدغاردو عبد الله (مواليد 1 يوليو 1978) لاعب كرة قدم فلسطيني تشيلي المولد. يجيد اللعب في مركز الوسط الدفاعي مع نادي أرتورو فرنانديز فيال الرياضي، وقد مثل منتخب فلسطين الوطني في 19 مباراة دولية سجل خلالها هدف واحد.

## روابط خارجية
- إدغاردو عبد الله على موقع الاتحاد الدولي (مؤرشف)  (الإنجليزية)
- إدغاردو عبد الله على موقع قاعدة بيانات كرة القدم.إي يو (الإنجليزية)
- إدغاردو عبد الله على موقع ناشيونال فوتبول تيمز (الإنجليزية)
- إدغاردو عبد الله على موقع Soccerway.com (الإنجليزية)
- إدغاردو عبد الله على موقع عالم كرة القدم.نت (الإنجليزية)